# 김서영 (성우)
김서영(1977년 1월 19일 ~ )은 한국의 여자 성우다. 1999년 MBC 15기 공채 성우로 데뷔했다.
본명은 김미정이지만 같은 이름의 성우가 활동하고 있어 예명으로 활동하다가 아예 개명하였다. 다만 활동 초기에는 본명으로 활동하였다. 첫 애니메이션 주연작은 2000년 전속 시절 《닥터 슬럼프》의 아리 역이다. 2003년 극장용 애니메이션 《오세암》의 주인공 길손이 역을 연기하면서, 어린 아이 연기에 정평이 나 있다.

## 학력
- 인하대학교 경영학과 졸업

## 출연 작품
굵은 글씨는 메인 캐릭터.

### TV 애니메이션(KBS)
- 검정 고무신 (3기) (KBS) - 이기영
- 쥬로링 동물탐정 (KBS) - 밍밍/링링
- 릴로 & 스티치 (KBS) - 유키, 엘레나
- 도야지봉 (KBS) - 도야지봉, 탱자
- 찾아라! 파워스톤 (KBS) - 야롱
- 태극천자문 (KBS) - 또리, 아스티, 테라
- 따라해요 붐치키붐 (KBS) - 아미
- 매직어드벤처 (KBS) - 올리비아
- 파파독 (KBS) - 유별
- 수호전사 맥스맨 (KBS) - 라퓨, 센쵸
- 매직키드 마수리 (KBS) - 마수리
- 재동아 학교가자 (KBS) - 재동이
- 닌타마 란타로 24기 (KBS 키즈) - 란타로

### TV 애니메이션(MBC)
- 꼬마마법사 레미 시리즈 (MBC) - 마조리카
- 닥터 슬럼프 (MBC, 투니버스, 애니원) - 아리
- 도라에몽 (MBC, 챔프) - 도라에몽
- 뚜루뚜루뚜 나롱이 (MBC) - 나롱이
  - 쾌걸롱맨, 나롱이 (MBC) - 나롱이
- 레드바론 (MBC) - 혜리
- 부메랑 파이터 (MBC) - 조아조아 / 토핑
- 섀도우파이터 (MBC) - 꼬망송, 여왕
- 강아지천사 찰리 (MBC)
- 프리파라 (MBC) - 파루루, 하이디, 유니콘
- 천재소년 지미 뉴트론 (MBC) - 리비
- 토미와 오스카 (MBC) - 슈메이
- 출동 로봇V (MBC) - 말복이
- 장금이의 꿈 (MBC) - 윤영로, 덕구 처
  - 장금이의 꿈 2기 (MBC) - 윤영로, 덕구 처, 민나인

### TV 애니메이션(EBS)
- 꾸러기 상상여행 (EBS) - 펭코
- 내 친구 토토 (EBS) - 생생
- 두키 탐험대 (EBS) - 두키
- 마야의 모험 (EBS) - 마야
- 몬스터 트럭 메테오 (EBS) - 메테오
- 빈이랑 와리 (EBS) - 빈
- 뽀롱뽀롱 뽀로로 (EBS) - 해리
- 선물공룡 디보 (EBS) - 버니
- 슈퍼와이 (EBS) - 피그
- 아기공룡 버디 (EBS) - 타이니
- 엄마 까투리 (EBS) - 엄마 까투리, 코끼리
- 잭과 팡 (EBS) - 고슬
- 칙칙폭폭 처깅턴 (EBS) - 윌슨
- 캣피시 블루스 (EBS) - 에나메이
- 하얀 물개 (EBS) - 보리

### TV 애니메이션(SBS)
- 꼬잉꼬잉 이솝극장 (SBS) - 라이빗, 고다드
- 메이플 스토리 (SBS) - 알
- 미르모 퐁퐁퐁 (SBS, 챔프) - 미르모
- 베리베리 뮤우뮤우 (SBS) - 푸링
- 아기공룡 둘리 2009 (SBS, 투니버스) - 둘리
- 알쏭달쏭 빅터 (SBS)(= 빅터는 궁금해(애니원) - 빅터
- 창작 애니메이션 스페셜 (SBS) - 민주, 파란색 크레용
- 접지전사 (SBS) - 하오롱, 홍란
- 포켓몬스터 AG (SBS) - 정인, 마자용, 나무돌이, 루리리(2화)
- 올림포스 가디언 (SBS) - 캄파뉼라
- 홍길동 어드벤처 (SBS) - 여주인공, 동희
- 런닝맨 (SBS) - 리우

### TV 애니메이션(타사)
- 가정교사 히트맨 리본 (투니버스) - 리본
- 금색의 갓슈벨 (대원방송) - 갓슈벨
- 개구리 중사 케로로 (투니버스) - 권설화(아즈마야 코유키)
- 개구쟁이 삐뽀 (애니원, 재능방송) - 삐뽀
- 개구쟁이 스머프 (디즈니채널) - 똘똘이 스머프
- 공각기동대 - Stand alone complex (애니원)
- 극상학생회 (챔프) - 란도 리노, 푸치(복화술인형)
- 꾸러기 닌자 토리 1, 2, 3 (재능방송) - 토리
- 닥터 슬럼프 극장판 시리즈
  - 닥터 슬럼프 극장판 - 펭귄 마을은 언제나 맑음 (카툰네트워크) - 아리
  - 닥터 슬럼프 극장판 - 응짜! 사랑을 담아, 펭귄마을 올림 (카툰네트워크) - 아리
- 닥터 슬럼프 아리 (재능TV) - 아리
- 디지몬 프론티어 (투니버스),(애니원) - 볼록몬
- 러브IN러브 (애니원) - 유리아
- 로젠메이든 트로이멘트 (퀴니) - 카키자키 메구
- 리스키 세이프티 (악마와 천사) (애니원) - 리스키
- 라인 타운 (디즈니채널) - 레너드
- 마법사에게 소중한 것 (애니원) - 메이
- 최종병기 그녀 (애니원) - 리에
- 마법소녀 아르스 (애니맥스) - 프레사티오
- 명탐정 코난 (투니버스) - 전영신, 송무희, 아폴로, 한영순, 지영주
- 메탈베이블레이드 (투니버스) - 강타
- 메탈베이블레이드 제로G (재능TV) - 마루 / 강타
- 아가사 크리스티의 명탐정 포와로와 마플 (투니버스) - 메이블
- 몬스터 왕자 몽짱 (카툰네트워크) - 몽짱
- 미래전사 오공 (애니맥스)
- 밀림의 왕자 레오 (대교어린이TV) - 아뮤지
- 베베데빌 (투니버스) - 라이
- 블랙잭 (애니원) - 샤라쿠
- 블랙잭 극장판 - 두 명의 검은 의사 (애니박스) - 샤라쿠
- 뽀빠이의 모험 (챔프) - 뽀빠이 아기
- 사랑의 마법극장 - 악마와 천사 (애니원) - 리스키
- 상상속 친구들의 모험 (카툰네트워크) - 맥
- 샤먼킹 (애니원) - 초코러브
- 소년 음양사 (애니맥스) - 못군
- 아바타 - 아앙의 전설 (투니버스) - 아앙
- 언제나 나의 산타 (애니박스) - 마이마이
- 원더베빌 (퀴니) - 베빌
- 으랏차차 짠돌이네 (재능방송) - 짠돌이
- 조이드 퓨저스 (애니원) - 맥스, 차오, 매트
- 진 샤프트 (애니맥스) - 티키 무시카노바
- 채운국 이야기 (애니맥스) - 호접, 주취, 류진, 어린 류휘
- 루디의 매직분필 (닉) - 스냅
- 카레이도 스타 (투니버스) - 나소라(나에기노 소라)
- 코바토. (애니맥스) - 코하쿠, 모리카와 유키노, 토시히코
- 터닝메카드 3기 (미정) - 서은(서준이의 여동생이자 하이드론의 테이머)
- 트윈스피카 (투니버스) - 윤미래(카모가와 아스미)
- 파타포타몬타 (닉) - 몬지
- 판타스틱 칠드런 (애니맥스) - 탈란트
- 프린세스 츄츄 (애니원) - 츄츄 / 아오리(아히루)
- 피규어 17 (챔프TV) - 빛나
- 피포파 (재능방송) - 파
- 하야테처럼! (애니맥스) - 산젠인 나기
- 헌터X헌터 (애니원) - 레루트
- 후레쉬 프리큐어 (애니원) - 박소미(모모조노 러브) / 큐어 피치
- 후르츠 바스켓 (애니원) - 송가을(소마 모미지), 백혜민(하나지마 메구미)
- 지옥소녀 (애니맥스) - 시오리
- 택틱스 (애니맥스) - 네네
- 음양대전기 (투니버스) - 여학생1
- 드래곤 길들이기 : 버크의 라이더 (카툰네트워크) - 아스트리드
- 웨딩피치 (투니버스) - 조에나
- 캐스퍼와 친구들 (재능TV) - 캐스퍼
- 내 마음의 비밀 (애니박스) - 정혜선(코토우라 하루카)
- 포요포요 관찰일기 (재능TV) - 김다정
- 포켓몬스터 XY (투니버스) - 메이플
- 포켓몬스터 썬&문 (투니버스) - 하푸우
- 마블 퓨처 어벤져스 (디즈니채널) - 클로이
- 신비아파트 고스트볼 더블X: 6개의 예언 (투니버스) - 구묘귀 / 재율의 할머니
- 신비아파트 고스트볼 더블X: 수상한 의뢰 (투니버스) - 구묘주귀
- 신비아파트 고스트볼Z: 귀도퇴마사 (투니버스) - 번개 구묘귀
- 알쏭달쏭 캐치! 티니핑 (JEI 재능TV) - 나나핑
- 안녕! 보노보노 (투니버스) - 보노보노

### 극장용 애니메이션
- 고양이의 보은 (대원방송) - 하루
- 돼지코 아기공룡 임피의 모험 (KBS) - 임피
- 드래곤 길들이기 (MOVIE) - 아스트리드
- 아기상어 올리와 윌리엄 더 무비 (MOVIE) - 아기상어 올리
- 오늘이 (MOVIE) - 오늘이
- 오세암 (KBS) - 길손
- 월-E (MOVIE) - 이브
- 인어공주 3: 에리얼 비기닝 (DVD) - 에리얼
- 반딧불의 묘 (DVD) - 세츠코
- 짱구는 못말려 극장판: 돼지발굽 대작전 (MBC) - 짱아
- 짱구는 못말려 극장판: 태풍을 부르는 노래하는 엉덩이 폭탄! (MOVIE) - 코마(단장)
- 케로로 더 무비: 드래곤 워리어 (투니버스) - 권설화

케로로 더 무비: 기적의 사차원섬 (투니버스) - 권설화
케로로 중사 극장판 1기 - 최종병기 키루루 (투니버스) - 권설화
케로로 중사 극장판 2기 - 심해의 프린세스 (투니버스) - 권설화
케로로 중사 극장판 3기 - 케로로 대 케로로 천공대결전 (투니버스) - 권설화
- 디즈니 팅커벨 (DVD) - 이리데사
- 파워에이전트 세븐 (DVD) - 세븐
- 플라이 미 투 더 문 (MOVIE) - 스쿠터
- 하울의 움직이는 성 (MOVIE) - 마르클
- 해머보이 망치 - 망치
- 호박전 (EBS) - 강이
- 애니매트릭스 (SBS) - 주에(파멜라 애들론)
- 발토 (SBS) - 로지
- 메탈베이블레이드 (투니버스) - 강타
- 늑대아이 (MOVIE) - 아메
- 슈퍼배드 (MOVIE) - 아그네스
  - 슈퍼배드2 (MOVIE) - 아그네스
  - 슈퍼배드3 (MOVIE) - 아그네스
- 프렌즈: 몬스터 섬의 비밀 (MOVIE) - 코타케
- 상상 속 친구들의 모험 : 몬스터들의 집 (카툰네트워크) - 맥
  - 상상 속 친구들의 모험 : 월트를 찾아서 (카툰네트워크) - 맥
- 프리버즈: 밍쿠와 찌아의 도시 대탈출 (MOVIE) - 삐뽀
- 스파이크 (MOVIE) - 파코
- 꼬마마녀 요요와 네네 (MOVIE) - 요요
- 달빛궁궐 (MOVIE) - 현주리
- 스머프: 비밀의 숲 (MOVIE) - 스머페트
- 이모티: 더 무비 - 제일브레이크
- 뽀로로 극장판
  - 뽀로로 극장판 공룡섬 대모험 (MOVIE) - 해리
  - 뽀로로 극장판 보물섬 대모험 (MOVIE) - 해리
  - 뽀로로 극장판 바닷속 대모험 (MOVIE) - 해리 / 마린
- 마야2 (MOVIE) - 마야
- 극장판 공룡메카드: 타이니소어의 섬 (MOVIE) - 트리케라
- 구스 베이비 (MOVIE) - 도키 / 진
- 나쁜 상사 (MOVIE) - 채영조
- 주먹왕 랄프 2: 인터넷 속으로 (MOVIE) - 에리얼 / 벨
- 소울 - 제리1
- 보스 베이비 2 - 티나 템플턴
- 런닝맨: 리벤져스 - 리우
- 폴라 익스프레스 (SBS) - 소년

### 외화 드라마
- 24 (MBC) - 킴벌리 바우어 (엘리샤 커스버트)
- 로저의 단짝친구들 (EBS) - 에이브릴
- 스몰빌 (MBC) - 클로이 (앨리슨 맥)
- 어린이 경찰 (투니버스) - 오오누마 시게루 (스즈키 후쿠)
- 여상육정 (MBC) - 육정 (조려영)
- 이브 (EBS) - 이브(포피 리 프라이어)
- 이소룡 전기 (SBS) - 이소룡 아들
- 종착역 (MBC) - 샤오윈
- 프리즌 브레이크 (SBS) - 마리 크루즈 (카밀 거티)
- CSI 뉴욕 시즌 4, 5 (MBC) - 제니퍼 앤젤 형사 (이매뉴얼 보기어)
- 스페셜 유닛 (iTV)

### 영화
- D-13 (MBC)
- LOL (기내용) - 로라 (크리스타 테레)
- TOUCH (기내용) - 아사쿠라 미나미 (나가사와 마사미)
- 007 네버 다이 (MBC) - 버그스톰 교수(세실리 탐슨)
- 007 뷰투어킬 (MBC)
- 2012 (기내용) - 로라 윌슨 (탠디 뉴턴)
- 4월 이야기 (MBC) - 사노 사에코 (루미)
- 갱스 오브 뉴욕 (MBC) - 어린 암스테르담 (사이안 맥코맥)
- 고스트 독 (SBS) - 펄린 (카밀리 윈부쉬)
- 꼬마돼지 베이브 (EBS) - 베이브 (크리스틴 카바나)
- 나 홀로 집에 (SBS) - 트레이시 (센타 모시스)
- 내겐 너무 가벼운 그녀 (MBC) - 로즈마리 (귀네스 팰트로)
- 닥터 두리틀 (MBC) - 로드니 (크리스 록)
- 더 록 (SBS)
- 더 야드 (SBS) - 에리카 (샤를리즈 테론)
- 동방삼협 (MBC) - 진칠 (장만옥)
  - 동방삼협 2 (MBC) - 진칠 (장만옥)
- 디 아더스 (MBC)
- 라스트 에어밴더 (기내용) - 아앙 (노아 링어)
- 세가지 색 레드 (SBS) - 발렌틴 (이렌 야곱)
- 리틀 뱀파이어 (SBS) - 토니 (조너선 립니키)
- 리플레이스먼트 킬러 (MBC)
- 마이티 (SBS) - 케빈 (키어런 컬킨)
- 매드맥스3 (SBS)
- 메달리온 (SBS) - 자이 (알렉스 바오) / 샬롯(종려시)
- 메리에겐 뭔가 특별한 것이 있다 (MBC) - 리사(마니 알렉센버그) / 래시(신디 올리버)
- 무인 곽원갑 (MBC) - 월자쑨리) / 곽원갑의 딸(장설영)
- 미녀 삼총사 (SBS) - 알렉스 먼데이 (루시 류)
  - 미녀 삼총사 2 (SBS) - 알렉스 먼데이 (루시 류)
- 미녀와 야수 (MOVIE) - 벨
- 미네소타 트윈스 (SBS) - 척 (빌리 L. 설리번)
- 미 마이셀프 앤드 아이린 (SBS) - 아이린 (러네이 젤위거)
- 바이센테니얼 맨 (MBC) - 갈라테아 (키어스텐 워런)
- 반지의 제왕: 두개의 탑 (SBS) - 에오윈 (미란다 오토)
  - 반지의 제왕: 왕의 귀환 (SBS) - 에오윈 (미란다 오토)
- 보통 사람들 (MBC)
- 본 아이덴티티 (MBC) - 마리 (프랑카 포텐테)
  - 본 슈프리머시 (MBC) - 마리 (프랑카 포텐테)
- 브레이크 다운 (MBC) - 레드의 아들(빈센트 베리)
- 블루 스틸 (SBS) - 트레이시(엘리자베스 페냐)
- 비상계엄 (MBC)
- 빅 대디 (MBC) - 줄리엔 (콜 스프로즈/딜란 스프로즈)
- 사랑할 때 버려야 할 아까운 것들 (SBS) - 마린 (어맨다 피트)
- 세가지 색 레드 (SBS) - 발렌틴 (장 루이 트랭티냥)
- 세상의 중심에서 사랑을 외치다 (MBC) - 아키 (나가사와 마사미)
- 슈가&스파이스 (SBS) - 리사 (말라 소콜로프)
- 스크림 (MBC) - 게일 (코트니 콕스)
  - 스크림 2 (MBC) - 게일 (코트니 콕스)
- 스파이더맨: 파 프롬 홈 - 미셀(젠데이아 콜먼) / 재니스(클레어 러시브룩)
- 스파이더맨: 노 웨이 홈 - 미셀(젠데이아 콜먼)
- 스파이 키드2 (SBS) - 거티 (에밀리 오스먼트)
- 슬리핑 딕셔너리 (SBS) - 셀리나 (제시카 알바)
- 슬립 허, 쉬즈 프렌치 (MBC) - 주느비에브 르 플로프 / 클라리사 (파이퍼 페라보)
- 아나콘다 (MBC) - 데니스 (캐리 우어러)
- 아담스 패밀리 (MBC) - 웬즈데이 (크리스티나 리치)
  - 아담스 패밀리2 (MBC) - 웬즈데이 (크리스티나 리치)
- 아들의 방 (MBC) - 이레네 (재스민 트린카)
- 아임 낫 스케어드 (SBS) - 미카엘 (주세페 크리스티아노)
- 아틱블루 (MBC) - 애니 (리아 킬스테트)
- 애정의 조건 (MBC) - 멜라니 (줄리엣 루이스)
  - 애정의 조건2 (MBC) - 멜라니 (줄리엣 루이스)
- 엘프 (MBC) - 조비 (조이 데이셔넬)
- 오션스 트웰브 (SBS) - 테레사(안나 모라리우)
- 올리버 트위스트 (SBS) - 올리버 (바니 클라크)
- 와호장룡 (MBC) - 채상매(리련)
- 꽃보다 남자 중국판 (MBC) - 허유웬쯔
- 유턴 (MBC) - 제니 (클레어 데인스)
- 유혹은 밤 그림자처럼 (MBC) - 데니스 전부인, 창녀, 데니스 딸
- 유혹의 선 (MBC)
- 이연걸의 소림오조 (MBC)
- 잃어버린 세계 (MBC) - 마그네스 클루디 (일레인 케시디)
- 저스트 라이크 헤븐 (SBS) - 엘리자베스 (리스 위더스푼)
- 지금 만나러 갑니다 (기내용) - 아이오 미오 (타케우치 유코)
- 지옥의 베를린 타워 (MBC) - 카티야 (질케 보덴벤더)
- 진주만 (SBS) - 바바라 (캐서린 켈너) / 어린 레이프(제시 제임스)
- 철도원 (MBC - 12살 유키코, 어린 토시유키
- 케이브 (SBS) - 찰리 (파이퍼 페라보)
- 케이트 & 레오폴드 (SBS) - 비서 외
- 콘택트 (SBS) - 어린 엘리(제나 멀론)
- 큰 도둑 작은 도둑 (MBC)
- 클루리스 (MBC)
- 트랜스포머 (기내용) - 미카엘라 (메건 폭스)
- 트루잭슨 (닉) - 트루잭슨 (키키 팰머)
- 풍운 (MBC) - 어린 풍 / 초초 (수치)
- 프랑켄슈타인 (MBC)
- 할로우 맨 (SBS) - 사라 케네디 (킴 디킨스)
- 해리포터와 마법사의 돌 (SBS) - 론 위즐리 (루퍼트 그린트)
  - 해리포터와 비밀의 방 (SBS) - 론 위즐리 (루퍼트 그린트)
- 훌라 걸스 (MBC) - 타니가와 키미코 (아오이 유)
- 히 러브스 미 (MBC) - 앙젤리크 (오드리 토투)
- 링 (SBS) - 에이단 (데이비드 도프먼)
- 고스포드 파크 (MBC)
- 동방불패 (MBC) - 시시 (여안안)
- 나쁜 녀석들 (MBC)
- 덴젤 워싱턴의 킬링 머신 (MBC)
- 정복자 펠레 (MBC) - 목사의 아들(투레 린하르트)
- 트루먼 쇼 (MBC)
- 스타키드 (MBC)
- 플레드 (MBC)
- 조강지처 클럽 (MBC)
- 브레이크 다운 (MBC)
- 당신에게 일어날 수 있는 일 (MBC)
- 피고인 (MBC)
- 러시아워 (MBC)
- 007언리미티드 (MBC)
- 오리지날 씬 (MBC)
- 쓰리 (SBS) - 청
- 위험한 정사 (MBC)
- 피스메이커 (MBC)
- 왓처 (MBC)
- 파이터 블루 (MBC)
- 스타워즈 에피소드1 (MBC)
- 8밀리 (MBC)
- 나 홀로 집에3 (MBC)
- 패밀리 맨 (MBC) - 에블린(리사 손힐) / 잭의 장모(프란신 요크)
- 순류역류 (MBC) - 조세핀
- 미션 임파서블 (MBC) - 항공 승무원(애나벨 물리온)
- 음식남녀2 (MBC)
- 키스 더 걸 (MBC)
- 스트리트 파이터 (MBC) - 캐미 (카일리 미노그)
- 다크레인저 (MBC) - 에밀리 프란시스코 (로렌 우드랜드)
  - 다크레인저2 (MBC) - 에밀리 프란시스코 (로렌 우드랜드)
- 분노의 폭발 (MBC) - 낸시 (루신다 웨이스트)
- 천녀유혼2 (MBC) - 월지 (이가흔)
- 스타 오브 에코 (MBC) - 제이크 위즈키 (재커리 데이비드 코프)
- 스톰 캐쳐 (MBC)
- 닌자 거북이2 (MBC)
- 나는 아직도 네가 지난 여름에 한 일을 알고 있다 (MBC) - 낸시 (제니퍼 에스포지토)
- 스터 오브 에코 (MBC) - 제이크 위츠키 (재커리 데이비드 코프)
- 슬리버 (MBC) - 비다 워렌 (폴리 워커)
- 아틱 블루 (MBC) - 애나 마리에 (리아 킬스테트)
- 터뷸런스2 (MBC) - 페기 (클레어 라일리)
- 한 여름 밤의 꿈 (MBC) - 헬레나 (칼리스타 플록하트)
- 심동 (MBC) - 첸리 (막문위)
- 마우스의 슬램덩크 (EBS) - 샤오샤오 (조문기)
- 우정의 스트라이크 (EBS) - 멜리사 (케일리 쿠오코)
- 중화영웅 (MBC) - 사오(입패문)
- 플래시드 (MBC) - 경찰(메러디스 샐린저)
- 비긴 어게인 (MBC) - 바이올렛 (헤일리 스테인펠드) / 밈 (제니퍼 리 잭슨)
- 어벤져스: 인피니티 워 - 맨티스(폼 클레멘티에프)
- 어벤져스: 엔드게임 - 맨티스(폼 클레멘티에프)
- 가디언즈 오브 갤럭시 2 - 맨티스(폼 클레멘티에프)
- 토르: 러브 앤 썬더 - 맨티스(폼 클레멘티에프) / 일레인(클로에 구노)

### 게임
- 몬스터나라 판타리아 - 아라, 콜리
- 무시킹 - 포포
- 사혼곡 SIREN - 미야코 카지로, 타케우치 꼬마버전
- 스타크래프트 II: 자유의 날개 - 케이트 록웰, 밴시
- 슬라이쿠퍼3: 최후의대도 - 페넬로페
- 제노에이지 플러스
- 헤일로
- 던전앤파이터 - 나이트
- 괴리성 밀리언아서 - 나이트
- 히어로즈 오브 더 스톰 - 빛나래
- 쿠키런: 킹덤 - 악마맛 쿠키
- 붕괴: 스타레일 - 헤르타/더 헤르타
- 원신 - 레이저, 안데르스도테르

### 내레이션
교양/다큐멘터리
- MBC 라이프 (MBC) 비하인드 스토리
- MBC 스페셜 (MBC) - 치킨
- MBC 프라임 (MBC) - 난지도
- SBS 스페셜 (SBS) - 알파맘, 베타맘
- 시네마 천국 (EBS)
- 영상기록 병원24시 (KBS)
- 와! e 멋진 세상 (MBC)
- 월드컵 스페셜 (MBC)
- 일촌 클리닉 (MBC)

예능/버라이어티
- 전파견문록 (MBC)

### CM
- BBQ 치킨
- CGV
- 한국GM 쉐보레
- G마켓
- GS&포인트
- HP 프린터
- IPKN 뉴욕
- KCC 숲으로
- LG전자 싸이언 롤리팝
- LG텔레콤 (현 LG유플러스)
- Life is wonderful, KT
- NH농협
- 삼성 SLATE PC 시리즈7
- OK SK
- SK텔레콤
- SPC우리밀
- YES24
- SK텔링크 00700
- 11번가
- 가든파이브
- 웅진식품 가야 사과농장
- 광동제약 비타500
- 광동제약 옥수수 수염차
- 광동제약 썬키스트
- KB국민카드
- KT 국제전화 001
- 금강제화 랜드로바
- 금호타이어
- 기아자동차 카렌스
- 남양유업 불가리스
- 내츄럴 치클
- 옥시레킷벤키저 냄새먹는 하마
- 네이버
- 네이처 리퍼블릭
- 넥스투어
- 네이트 시맨틱 검색
- 고용노동부 캠페인
- 뉴트로지나 포밍클렌져
- 뉴트로지나 핸드크림
- 니베아 데오드란트
- 니베아 립케어
- 니베아 바디 SOS24
- 니베아 썬로션
- 다음
- 대림건설 이편한세상
- 대우 라세티 (쉐보레 크루즈)
- 대우 마티즈 (쉐보레 스파크)
- 던킨 도너츠
- 던킨 도너츠 쿨라타
- 옥시레킷벤키저 데톨 샤워폼
- 롯데칠성음료 델몬트
- 동원F&B 보성녹차
- 농심 둥지냉면
- 아모레퍼시픽 라네즈
- 경남제약 레모나
- 롯데리아
- 롯데삼강 쉐푸드
- 롯데월드
- 롯데카드
- 립톤 아이스티
- 롯데제과 립파이
- 아모레퍼시픽 마몽드
- 오리온 마켓 오
- 남양유업 맛있는 우유 GT
- 매일유업
- 깨끗한나라 매직스
- 맥도날드
- 맥심
- 메가스터디
- 멜론
- 한국코카콜라 미닛메이드
- 크라운제과 미니쉘
- 아모레퍼시픽 미쟝센
- 바비리스
- 동아제약 박카스
- 백년동안
- 뱅뱅
- 버거킹
- 베스킨라빈스
- 벼룩시장
- 좋은사람들 보디가드
- 뷰티플렉스
- 비씨카드
- LG생활건강 비욘드
- CJ푸드빌 빕스
- 롯데제과 빼빼로
- 사이버 가정학습
- 산뜻한 하루 녹차
- 삼성그룹
- 삼성전자 매직스테이션
- 삼성생명
- 삼성전자 블루
- 삼성증권 POP
- 삼성카드
- 샤프 리얼딕
- 서울우유
- 신영와코루
- 탱탱 아이클레이
- 아모레퍼시픽 설록차
- KTF 쇼를 하라 쇼
- KTF 쇼하면 된다 쇼
- LG생활건강 수려한
- 매일유업 순두유
- 한국야쿠르트 슈퍼100
- 스카이
- CJ제일제당 스팸
- 신한금융그룹
- 신한카드
- LG전자 싸이언
- 아이비클럽
- 롯데칠성음료 아이시스 DMZ 2KM
- 멘소래담 아크네스
- 에뛰드
- 에버
- 에버랜드
- 옥시레킷벤키저 에어윅
- 엔프라니
- 엘레강스 스포츠
- 유한킴벌리 애니데이
- 삼성전자 애니콜
- 매일유업 앱솔루트 궁
- 영에이지
- 오리온 포카칩
- 오션 월드
- 옥션
- 옥시레킷벤키저 비트(Veet) - 수프림 에센스, 겨드랑이용 제모크림
- 올림푸스
- 빙그레 요플레
- 외환카드
- 우공비
- 웅진그룹
- 웅진코웨이
- 월스트리트 인스티튜트
- 농심 웰치
- 한국P&G 위스퍼
- 유한킴벌리
- 이니스프리
- 이브자리
- LG생활건강 이자녹스
- 인터파크
- 일본 관광청
- 재능교육
- 유한킴벌리 좋은느낌
- 중앙선거관리위원회
- 삼성전자 지펠
- 하이트진로 소주 J
- 하이트진로 참이슬
- 처음처럼
- 크라운제과 초코하임
- 츄파춥스
- 롯데제과 치토스
- 켈로그 첵스초코
- CJ제일제당 컨디션
- 오뚜기 컵누들
- 제일약품 케펜텍
- 코카콜라
- 쿠쿠
- 쿡 앤 쇼
- 유한킴벌리 크리넥스 수앤수
- 클리니크
- 클린 앤 클리어
- 토블론
- 동아오츠카 포카리스웨트
- 피자에땅
- 피자헛
- 필라델피아 크림치즈(영어판)
- 웅진식품 하늘보리
- 하림 슬림 닭가슴살
- 삼성전자 하우젠 버블
- 삼성전자 하우젠 아삭
- 한국수력원자력
- 한글톡톡
- 해피바스
- 대상 청정원 햇살담은 자연숙성 진간장
- 유한킴벌리 화이트
- 허쉬 아이스 브레이커스
- 현대자동차 아반떼
- 현대백화점
- 현대해상화재보험 하이카
- 홈플러스
- 대상 청정원 홍초
- 농심 후루룩 국수
- LG생활건강 휘센
- 우리투자증권 옥토
- 하나대투증권
- 하리보 골드바렌 외
- LG G5

### 라디오
- 굿모닝FM (MBC FM4U)
- 격동 50년 (MBC 표준FM)
- 만화열전 - 호텔 아프리카 (MBC 표준FM) - 제시 어머니
- 지금은 라디오 시대 (MBC 표준FM)

### 드라마 CD
- 렛다이 - 은형
- [보이스북] 홀리도어 ~뱀파이어의 만찬~ - 해민

### OST
- 극상학생회 여는 노래 - 사랑하자 소녀들아
  - 극상학생회 닫는 노래 - 우연천사
- 꾸러기 닌자 토리 주제가
- 닥터슬럼프 닫는 노래 - 당신이 있고 내가 있고
- 러브 인 러브 여는 노래 - 벚꽃 피다
  - 러브인 러브 최종화 닫는 노래 - 시작은 여기서부터
- 으랏차차 짠돌이네 주제가
- 카레이도 스타 여는 노래 - Take it Shake it
  - 카레이도 스타 닫는 노래 - Real identity
- 틴 타이탄 여는 노래

### 삽입곡
- 후르츠 바스켓 - 가을이송(16화)

### 교재
- Pop's world 포포나라 - 포포
- 구몬 학습 일본어

### 기타
- BMW 내비게이션
- 삼성그룹 사내방송 (SBC) 내레이션 녹음
- 싸이언 핸드폰 내장용 음성 녹음
- 에버랜드 놀이공원 내 안내멘트
- 홍보 내레이션 - 한국인터넷진흥원, 삼성IT밸리, 경주시, 서울아산병원, 삼성코닝정밀소재, 안동무섬마을, 동의과학대학, 원광보건대학, 세계대백제전, 토피아, 동호ENC 등
- MC - 97주년(2019년) 어린이날 기념 청와대 내부 견학 행사 진행 MC[1]

## 출연
TV
- MBC 뉴스데스크 (MBC)
- 무한도전 (MBC)

## 수상 경력
- 2004년 8월 SICAF AWARD 애니메이션 특별상 수상
- 2014년 12월 MBC 연기대상 특별상 수상

## 같이 보기
- 문화방송
- 문화방송 성우극회